# Белое золото

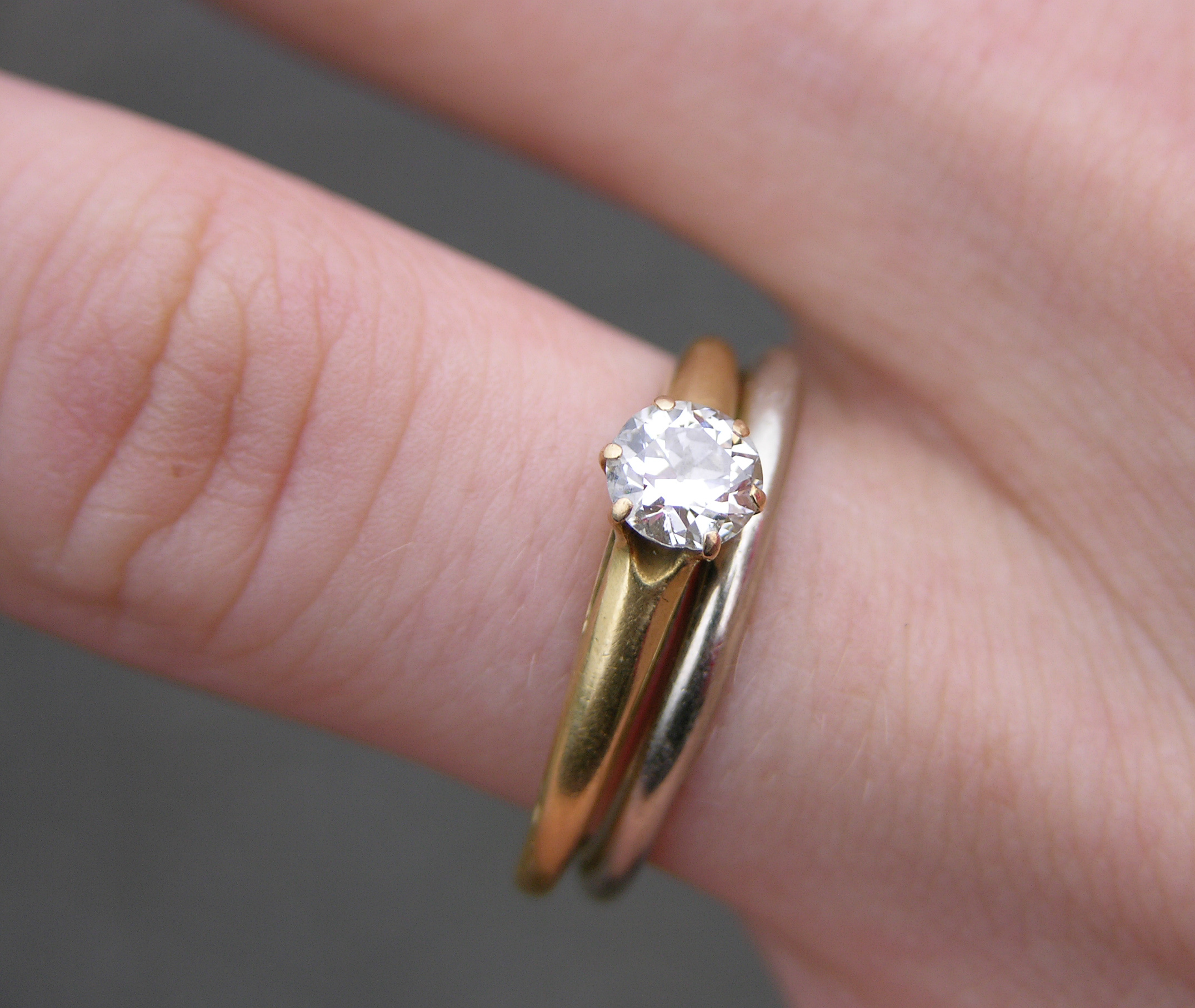
Золотое кольцо с бриллиантом и родированное обручальное кольцо из белого золота

Бе́лое зо́лото — ювелирный материал, сплав золота с другими компонентами (такими как серебро, палладий или никель), которые окрашивают его в белый цвет.
Если обычное ювелирное золото помимо золота содержит приплавку (лигатуру) из серебра и меди, то в сплав белого золота вместо меди добавляется никель или палладий, которые и окрашивают металл в белый цвет. При большем процентном соотношении серебра сплав также окрашивается в белый, но более матовый цвет.
В России процентные соотношения компонентов ювелирных сплавов, в том числе и белого цвета, регламентирует ГОСТ 30649-99.
Примерно у одного человека из восьми наблюдается аллергия на никель в форме контактного дерматита. С 20 января 2000 года в странах Европейского союза действует закон, который ограничивает содержание никеля в ювелирных изделиях, в белом золоте его использование запрещено. В связи с этим более широкое применение получают сплавы на основе палладия.
В основном белое золото (чаще 750 пробы) используют в украшениях с бриллиантами и чёрным жемчугом. Для придания металлу чистого белого блеска применяют родирование — гальванические покрытие изделия тонким слоем родия.
Иногда белым золотом называют электрум — природный сплав золота (от 16 до 69 %) с серебром.